# Papilio nubilus
Papilio nubilus is een vlinder uit de familie van de pages (Papilionidae). De wetenschappelijke naam van de soort is voor het eerst geldig gepubliceerd in 1895 door Otto Staudinger. Dit taxon wordt wel beschouwd als een kruising tussen Papilio nephelus en Papilio polytes.